# Підгір'я (регіон)
Підгір'я — історико-культурний регіон України, розташований між р. Дністер і передгір'ями Карпат на території Львівської й Івано-Франківської областей. Деякі дослідники трактують Підгір'я як північно-східну частину Бойківщини.
Сучасні дослідники вживають назву цього регіону як «Підгір'я», «Наддністрянське Жидачівсько-Самбірське Підгір'я», «Галицьке Підгір'я», «Бойківське Підгір'я», "прибойківське Підгір"я".
На Півночі Підгір'я межує з Розточчям й Опіллям (межа проходить по Дністру), на південному заході — із Бойківщиною, на півдні — із Гуцульщиною й Покуттям (межа по річці Бистриці Солотвинській).
Межа між Підгір'ям і Бойківщиною (станом на кінець XIX — початок XX ст.) проходила (зі сходу на захід) по лінії населених пунктів: Ясень, Липовиця, Спас, Вигода, Витвиця, Болехів, Розгірче, Нижня і Верхня Стинави, Орів, Тустановичі, Опака, Підбуж, Недільна, Сушниця, Стара Сіль та Лопушна.
Адміністративно Підгір"я охоплює рівнинну частину Старосамбірського (за винятком північно-західних окраїн, що належать до Надсяння), правобережжя Дністра Самбірського, Миколаївського, Жидачівського, рівнинну частину Дрогобицького та Стрийського районів Львівської, підгірську частину Долинського, Рожнятівського, майже увесь Калуський та північ правобережжя Дністра Галицького районів Івано-Франківської областей.
На території Підгір'я розташовані міста: Дрогобич, Трускавець, Борислав, Самбір, Стрий, Жидачів, Калуш, Долина тощо.

## Трактування поняття «Підгір'я» та «підгоряни»
Український географ 19 століття Р. Заклинський писав: «Тих що живуть між Дністром і горами названо Підгорянами».
Польський етнограф Адам Фішер уважав «підгір'ян» за окреме «плем'я», яке живе на північ від «горян руських» і до Дністра.
Статус регіону у загальній історико-етнографічній схемі України сучасні дослідники визначають по-різному: окремий етнографічний підрайон Прикарпаття (Р. Кирчів, С. Макарчук), окремий етнографічний (Р. Радович, Р. Сілецький), чи архітектурно-етнографічний (Р. Радович, Т. Гощіцька) район.

## Етнографія Підгір'я
Підгіряни живуть на північ від бойків, гуцулів і покутян, відрізняючись від них у різних ділянках духовної й особливо матеріальної культури (одяг, будівництво). На півдні мова підгірян перехрещується з карпатськими говірками, на півночі належить до опільських говірок. Підгіряни близькі до ополян також звичаями, обрядами й усною творчістю.
Уже дослідники кінця XIX століття фіксували певну етнокультурну специфіку населення простіру між північними підніжжями Карпат і Дністром. Зокрема в 1811 р. польський дослідником Іґнаци Любіч-Червінським твердив, що населення лівого берега Дністра, називало мешканців правого берега бойками, а в побуті, господарському укладі, звичаях одних і других було багато відмінного. Також одними із перших праць, які торкаються етнографії Підгір'я, є дослідження польських та українських учених XIX — початку XX століття: Я.Головацького (1868), І.Коперніцького (1890), І.Франка (1905), Ю.Шнайдера (1911). Коротку інформацію про підгірських майстрів і їхні твори містять каталоги та звіти етнографічних виставок у Львові (1877, 1894), Стрию (1909) тощо.
1887 року Іван Франко писав, що «паралельно до гірського пасма, заселеного бойками, там де гори переходять в лагідні пагорби, бачимо тип підгірський, також визначний і разюче відмінний від гірського — це переважно рільники, охочі до ремесла і промислу, працюють в багатьох місцях як гірники, на фабриках, тартаках, солеварних жупах, рухливі і прогресуючі з ходом часу…». І.Франко також указував на характерні особливості будівництва підгірян у детальному описі внутрішнього плану і обстановки батьківської хати, яка була збудована ще в кінці XVIII ст.: «Як і всі підгірські хати, вона була напівкурною, мала стріху, пошиту китицями з житньої соломи, та вікна звернені на південь». До опису хати додається і опис усього подвір'я, на якому були дві «обори», «шопа», «шпіхлір», кузня. На південь від хати, за огорожею, — садок і город".
Окремі етнографічні групи долинян та підгір'ян у свій час виділяв тут також польський етнограф Адам Фішер.На окремішність підгір'ян та бойків вказував і український дослідник Володимир Кубійович.
У 2-й половині XX століття вийшли друковані праці з народного мистецтва, які містять короткі згадки про локальні осередки та особливості творів Підгір'я, зокрема, К.Матейко (1955, 1957), А.Будзана (1960), І. Гургули (1966) та інших авторів. Окремі стислі відомості подані в «Історії українського мистецтва» (у 6 томах, 1969—1974), «Нарисах з історії українського декоративно-прикладного мистецтва» (1969) та в індивідуальних працях кінця 1970-х — 1990-х років, що стосується окремих видів народної творчості: ткацтва (О. Сидорович, О. Никорак), вишивки (Р. Захарчук-Чугай), художньої обробки шкіри (Г. Горинь), художньої обробки металу (С. Боньковська), витинанки, художньої обробки дерева (М. Станкевич), давньої кераміки і металу (М. Фіголь), кераміки (А. Будзан), одягу (Д. Крвавич, Г. Стельмащук, М. Білан) тощо. Про відмінності в матеріальній культурі бойків та підгір'ян, зокрема в народній ноші зазначила Галина Стельмащук. На основі польових досліджень, за архітектурно-конструктивними ознаками архітектурно-етнографічний район Передкарпатського Подністров'я виділяє вчений Ярослав Тарас.
Більше уваги висвітленню цього питання у своїх роботах приділив авторитетний дослідник народної архітектури Роман Радович. Вчений стверджує своєрідність об'єктів традиційної культури Підгір'я кінця ХІХ — початку ХХ ст., свідченням чого вважає наявність на даній території вже не бойківського, а південно-надністрянського говору, специфіку народного будівництва, одягу тощо. При вивченні народного будівництва він розглядає цю територію як окремий архітектурно-етнографічний район у межах північно-західної Галичини, де поєднуються як спільні із бойківським будівництвом риси так і суттєво відмінні, що полягають у специфіці планування, системи опалення, розташуванні віконних отворів, інтер'єру тощо. На його думку Підгір'я як архітектурно-етнографічний район обмежений «рікою Дністер на півночі, рікою Сян на заході, рікою Лімницею на Сході та підніжжям Карпат на півдні» і адміністративно охоплює рівнинну частину Старосамбірського (за винятком північно-західних окраїн, що належать до Надсяння), правобережжя Дністра Самбірського, Миколаївського, Жидачівського, рівнинну частину Дрогобицького та Стрийського районів Львівської, підгірську частину Долинського, Рожнятівського, майже увесь Калуський та північ правобережжя Дністра Галицького районів Івано-Франківської областей".
Дослідження особливостей архітектурного комплексу прибойківського Підгір"я продовжила Т.Гощіцька, яка дійшла висновку про його самобутність, оригінальність та суттєві відмінності від сусідніх бойківського та опільського, що на її думку є серйозною підставою на користь визначення Підгір"я як окремого етнографічного району. . Самобутність даного комплексу проявила себе у специфіці формування дворів (превалювання дворів вільної забудови, та своєрідне формування зімкнутих дворів — з крайнім розташуванням стодоли), особливостях планування (значне поширення дворядових жител, та блокування через сіни із житловим приміщенням стайні), використання будівельних матеріалів, технік та технологій будівництва (застосування поряд із хвойними, листяних порід, побутування як зрубної, так і зрубно-каркасно-дильованої та каркасно-дильованої технік, побілка чи тинькування зовнішніх стін), специфікою влаштування стелі, пропорцій дахів та способів покриття соломою, влаштуванні віконних отворів, переважання вже у другій половині ХІХ ст. напівкурних жител, а почасти й опалюваних «по білому» (що у значній мірі визначило специфіку інтер'єру) тощо.

## Підгір'я у творчості І.Франка
Географічна назва «Підгір'я» стала популярною у Галичині передусім завдяки творчості Івана Франка. Зокрема, у вірші «Привіт» (1881) є такі рядки:
Підгір'я моє ти зелене,
Як чудно хороше єси!
Як дружно глядиш ти на мене,
Потужної повне краси.
Вірш «Підгір'я взимі» (1885) починається словами «Підгір'я, любов ненаглядна моя!».
У 1894 у журналі «Життє і слово» І.Франко вперше опублікував свій вірш «На Підгір'ї села невеселі…», який згодом, у збірці «Мій Ізмарагд», відкривав цикл «По селах». Про Підгір'я йдеться у таких поетичних творах І.Франка, як «Бубнище», «Ранок на пастівнику», «На пастівнику» та ін.
Топонім «Підгір'я» присутній також у прозових творах І.Франка — у «Вступному слові» до збірки «Борислав», в оповіданнях «Під оборогом», «Ріпник», «Boa constrictor», «Великий шум» та ін.
Поняття «підгірський» тип галицького люду представлене в наукових працях І.Франка, зокрема, у статтях «Звідки взялася назва бойки?», «Етнографічна виставка у Тернополі», «Сожжение упырей в с. Нагуевичах в 1831 г.» тощо.
У 1898 за науковою редакцією І.Франка вийшов 5-й том «Етноґрафічного збірника», в якому були опубліковані дві народознавчі праці з топонімом «Підгір'я» у заголовку — дослідження Філарета Колесси та розвідка самого І.Франка. Ці праці доповнив додаток, підготовлений і опублікований І.Франком у цьому ж виданні — «Людові віруваня на Підгірю (Систематичний покажчик тем згаданих у обох збірках вірувань, … з деякими доповненнями)».